# Максим Федорович Осипов
Полковник охтирський, син Федора Осипова.

## Біографія
Народився в другій половині 17 сторіччя в сім'ї полковника Федора Осипова. З ранніх літ уже було вирішено що він буде полковником і після смерті батька в 1711 році він ним і став.
Коли він став полковником полк розвивався ,Михайло будував багато храмів, чим заслужив повагу серед підданих. Він був розумним лідером і через це він отримував багато грамота від Російських Імператорів.
Таким чином він проправив 11 років , але в нього була одна дочка-вдова. І йому було потрібно залишити спадок , тому він згодився на шлюб Василя Даниловича Перекрестов-Осипова з дочкою Марією, при умові прийняття Василем двійного прізвиська Перектов-Осипов.
Після цього він заспокоївся про долю роду, він помер через два роки після шлюбу доньки у 1724 році. А його зять став полковником Сумьским і зміг зберегти значимість роду.